# 愛情的禮讚
愛情的禮讚（Salaam-E-Ishq）是2007年的印度電影，講述六對夫婦的生活故事。可以說她主要是歌舞片。
這部電影是尼基·阿凡提導演的第二部成功影片，很多當前走紅的印度演員如沙萊曼·罕、阿克夏·卡納等都在片中擔當角色。

## 故事梗概
在看似平凡的每一天，在世界的每一個地方，總有一些夫妻或情侶的生活遇到一些大大小小的挑戰。
比如，同是新聞記者的阿舒托什（Ashutosh）和泰子（Tehzeeb）的婚姻非常圓滿，雖然他們兩人的父母都不同意這對印度教徒同回教徒的結合。有一天，泰子到蜜月列車上採訪幸福的情侶們，火車突然出了軌，泰子生死不明。。。
旁遮普邦的村民蘭達雅（Ramdayal）和普爾瓦蒂（Phoolwati）新婚洞房花燭夜，房子突然失火啦，兩人的生活立即陷入了困境。。。
模特兼交際花卡梅妮（Kameni）想要成為大影星，她的星運就是遲遲不來到，直到她的爸爸兼經理想到為她編造一個大好人男友拉胡（Rahul）和一系列花邊新聞好為她的提高知名度。。。
卡梅妮的倫敦經紀人馬霍特拉大叔（Malhotra）溫馨的家里有一個賢淑的太太和完美的母親。但是生活里似乎缺乏一些激情。有一天他在地鐵里碰到一個小到能做他干女兒的模特兒安佳麗，他感到終於呼吸到了自由的空氣。。。
的士司機拉茲（Raju）總在等待夢中情人的出現，那一天終於等來了一個美麗的洋妞，她要入住泰姬陵酒店好開始尋她的印度未婚夫，他卻把車開到了泰姬陵，他們為了車資吵了起來。。。
以上是本片中六對夫婦或情侶的故事開頭，寫來真像六擔麵條那樣多和亂。那麼他們（那些故事）的結果是什麼呢?

## 演員表
- 佩麗冉卡·曹帕拉 ...  Priyanka Chopra  ... 飾演女模特卡梅妮（Kamini）
- 沙曼·罕 ... Salman Khan  ... 飾演卡梅妮的男友拉胡（Rahul）
- 安尼·卡浦爾 ...  Anil Kapoor ...  飾演花心漢馬霍特拉大叔（Vinay Malhotra）
- 菊希·曹拉 ... Juhi Chawla ...  飾演賢妻良母馬霍特拉大嫂（Seema Bakshi Malhotra）
- 葛溫達·阿胡加 ... Govinda Ahuja ...  飾演出租車司機拉茲（Raju）
- 香濃·以絲拉 ... Shannon Esra  ... 飾演洋妞斯蒂芬妮（Stephanie）
- 阿克夏·卡納 ... Akshaye Khanna  ... 飾演婚姻恐懼者席文（Shiven Dungarpur）
- 艾伊莎·塔基亞  ... Ayesha Takia  ... 飾演席文的未婚妻吉婭（Gia Bakshi Dungarpur）
- 維荻婭·巴蘭 ... Vidya Balan  ... 飾演女記者泰子·萊納 （Tehzeeb Hussain Raina）
- 約翰·艾伯拉罕  ... John Abraham  ... 飾演泰子的丈夫阿舒托什·萊納 （Ashutosh Raina）
- 蘇海爾·罕 ... Sohail Khan  ... 飾演旁遮普邦村民蘭達雅（Ram Dayal）
- 伊莎·柯皮卡  ... Ishaa Koppikar  ... 飾演旁遮普邦村民普爾瓦蒂（Phoolwati Dayal）
- 庫沙爾·旁遮比  ... Kushaal Paunjabi  ... 飾演洋妞斯蒂芬妮的負心前未婚夫（Rohit Chaddha）
- 安迦娜·蘇哈尼   ... Anjana Sukhani  ... 飾演印度舞蹈者安迦麗（Anjali）

## 外部連結
- 互联网电影数据库（IMDb）上《愛情的禮讚（Salaam E Ishq：A Tribute To Love）》的资料（英文）
- 《愛情的禮讚》公式網址 （页面存档备份，存于）
- 《愛情的禮讚》述評 （页面存档备份，存于）
- 《愛情的禮讚》述評又一則
- 下載《愛情的禮讚》歌詞 （页面存档备份，存于）